# Pseudosermyle strigiceps
Pseudosermyle strigiceps är en insektsart som först beskrevs av Johann Jakob Kaup 1871.  Pseudosermyle strigiceps ingår i släktet Pseudosermyle och familjen Diapheromeridae. Inga underarter finns listade i Catalogue of Life.